# 六氟锑酸镁
六氟锑酸镁是一种无机化合物，化学式为Mg(SbF6)2。

## 制备及性质
六氟锑酸镁可由氟化镁和五氟化锑在无水氟化氢或二氧化硫中于室温反应得到：
MgF2 + 2 SbF5 → Mg(SbF6)2
它在无水氟化氢中结晶，可以得到[Mg(HF)2](SbF6)2。它和六氟锑酸五氟合氙（XeF5SbF6）在氟化氢中结晶，可以得到XeF5Mg(SbF6)3。